# الکساندر وچتوموف
الکساندر وچتوموف (اوکراینی: Олександр Олегович Вечтомов؛ زادهٔ ۱۱ ژانویهٔ ۱۹۸۸) بازیکن فوتبال اهل اوکراین است.